# Areegra
Areega is een plaats in de Australische deelstaat Victoria.